# ジェームズ・アビー
ジェームズ・エドワード・アビー（James Edward Abbe、1883年7月17日 -  1973年11月11日）は、アメリカ合衆国の写真家、フォトジャーナリスト。

## 初期の経歴
ジェームズ・エドワード・アビーは、1883年にメイン州アルフレッドに生まれた。国際的に活動する写真家としての経歴を最初に開いたのは、1910年に『ワシントン・ポスト』紙の委嘱を受け、アメリカ海軍の軍艦の艦隊に同行してイングランドやフランスを訪れ写真を撮った16日間の航海であった。その何年も後、1920年代後半から1930年代にかけて、アビーは若きフォトジャーナリストとしてヨーロッパ各地を旅行し、20世紀はじめの不安定な権力闘争の様相を記録し続けた。しかし、彼の名声を確立したのは、ニューヨークで撮影した一連の舞台のスターたちの写真であり、後にはニューヨークのみならず、ハリウッド、パリ、ロンドンで1920年代から1930年代を通して撮影された映画界のスターたちの写真であった。スタジオ外で発揮されるアビーの特異な技術は、当時の他の写真家たちの追従を許さないものであった。金を稼ぐため、アビーは自分が撮影した写真を『ヴォーグ』誌や『ヴァニティ・フェア』誌に売り、彼の被写体となった人々はさらに大きな名声を博するようになった。

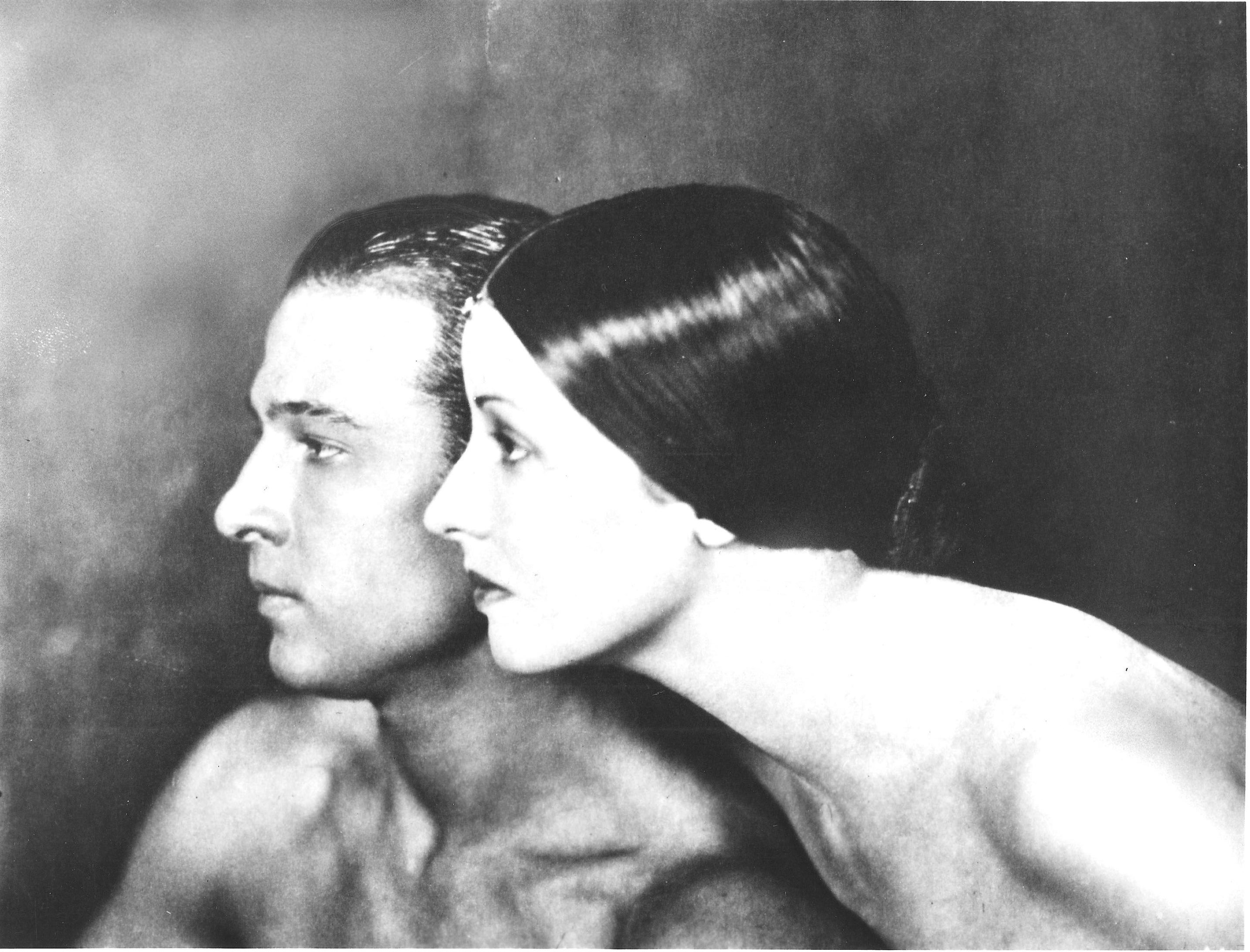
ルドルフ・ヴァレンティノとナターシャ・ランボヴァ、1921年撮影。

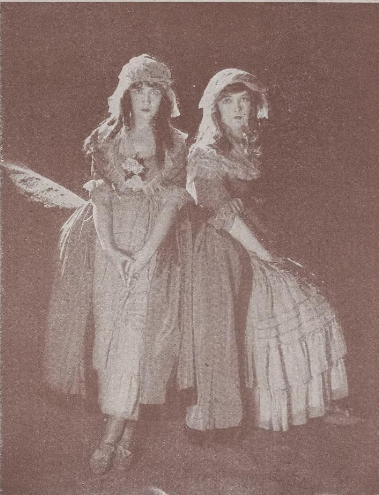
雑誌『Shadowland』1921年11月号に掲載された、映画『嵐の孤児』の衣装姿のリリアン・ギッシュとドロシー・ギッシュ姉妹。

## 有名な肖像写真
アビーが撮影した最も有名な肖像写真の中には、ともにサイレント映画時代のスターであったルドルフ・ヴァレンティノとその妻ナターシャ・ランボヴァのふたりが一緒に写った珍しい写真や、リリアン・ギッシュとドロシー・ギッシュの姉妹、舞踏家であるドーリー・シスターズやアンナ・パヴロワなど、いずれも1920年代に撮影されたものが含まれている。雑誌の内容の変化を反映して、アビーはフォト・エッセイの形で作品を発表する最初のフォトジャーナリストのひとりとなり、『The London Magazine, Vu』誌や『Berliner Illustrirte Zeitung』誌などに寄稿するようになった。また、スペイン内戦中や、ナチス台頭期のドイツでも写真を撮り続けた。
アビーの娘ティリー (Tilly) は、「父の人生はいい映画にできるでしょう (His life would make a good movie)」と語った。1920年代から1930年代にかけて、アビーは政治家たち、舞台や映画のスターたち、つまり、ヒトラー、ムッソリーニ、チャーリー・チャップリン、ジョセフィン・ベーカーなどを撮り続け、さらに経歴の中でも最大の衝撃的な成果として、クレムリンに潜入し、ティリーの言葉によればスターリンを「騙して (tricked)」ポーズをとらせることに成功した。その結果、ソビエト連邦の独裁者が微笑む、貴重なスナップショットが撮影された。このスターリンの肖像写真が、スターリン死亡説の噂を沙汰止みにしたことはよく知られている。
「父は自分の写真は「世界への切符」だと言っていました (He called his photography 'a ticket' to the world)」とティリーは述べている。「ひとつには父がいたので、私はダンサーになったの。実は、私は父が撮影したダンサーのひとりティリー・ロッシュ (Tilly Losch) から名付けられたの。父はバレエが好きで、特に好んで撮影していたのはアンナ・パヴロワだったわ。父がダンサーたちを好きだったことはよく知っていたし、私にとっては父を喜ばせることはとっても大事なことだったの。 (He called his photography 'a ticket' to the world," Tilly says. "It was partly because of him that I became a dancer. In fact, I'm named after a dancer he photographed, Tilly Losch. He loved ballet, and his favorite subject to photograph was Anna Pavlova. I knew how much he loved dancers, and of course it was very important to me to please my father.)」

## 私生活
アビーは、4回結婚し、当人が死去した時点で8人の子供たちが生存していた。最初の結婚を1905年にエロイーズ・ターナー (Eloise Turner) としたが、彼女は1907年11月に死去してしまった。1909年には、バージニア州リッチモンド出身の教師であったフィリス・エドワーズ (Phyllis Edwards) と2回目の結婚をし、ふたりの間には3人の子どもたち、1910年生まれのエリザベス（ベス）(Elizabeth (Beth))、1911年生まれのフィリス (Phyllis)、そしてジェームズ (James) が生まれた。
この2回目の結婚から生まれた息子ジェームズ・アビー・ジュニア (James Abbe Jr) は、1912年生まれで、長じて写真家となり、さらに後には骨董商となって、1940年代には『ハーパーズ バザー』誌で働いた。しかし、この結婚は、1922年にアビーが、撮影現場でスチル写真を撮り、また撮影に助言を与えるため、ロナルド・コールマンとリリアン・ギッシュの主演で翌年公開された映画『ホワイト・シスター (The White Sister)』のローマやナポリなどイタリアにおけるロケーション撮影の一行に加わり、同行したひとりに元ジーグフェルド・フォリーズの踊り子ポリー・プラット (Polly Platt, (née Mary Ann Shorrock)) がいたことで終わりを告げてしまう。撮影が終了した後、アビーはパリに定住し、ポリーを妻としてさらに3人の子どもたちをもうけ、ペイシェンス・ショロック・アビーが1924年7月22日に生まれ、次いでリチャード・W・アビー（Richard W. Abbe、1926年 - 2000年）、ジョン・アビー（John Abbe、1927年 - ）が生まれた。
1930年代後半、アビーにとって3回目の結婚であった元ジーグフェルドの踊り子ポリー・ショロックとの結婚生活は離婚に至った。この結婚の破綻後、アビーは、アイリーン・ケイビー (Irene Caby) と再婚し、ダンサーでダンス教師のティリー（マティルダ）(Tilly (Matilda)) とマリンダ（リンダ）(Malinda (Linda) Abbe) が生まれた。
娘であるティリー・アビーへの2006年のインタビューによれば、父アビーは、母アイリーンと出逢うまで、3回結婚を経験していたといい、アイリーンと結婚するために3人目の妻とその3人の子どもたちを棄てたという。ティリーが生まれたのは、父が56歳の時であり、おそらく1939年ころのことである。
ペイシェンスの訃報記事のひとつには、遺族にリンダという妹（おそらく義妹）がいると記されていた。

## 著書・写真集
アビーの著書『I Photograph Russia』は、1934年に出版された。この本には、アビーが撮影した80点の写真が収録されていた。
アビーの写真を集めた『Stars of the Twenties, Observed by James Abbe』は、メアリ・ドーン・アーリー (Mary Dawn Earley) が文章を綴り、リリアン・ギッシュが序文を寄せて、1975年にロンドンのテームズ・アンド・ハドソンから出版された（ISBN 0500011389）。
同じく『James Abbe Photographer』は、アビー自身のほか、ブルックス・ジョンソン (Brooks Johnson)、テレンス・ペッパー (Terence Pepper) の文章を収め、2000年にバージニア州ノーフォークのクライスラー美術館から出版された（ISBN 978-0-940744-69-1）。